# Ronald C. Arkin

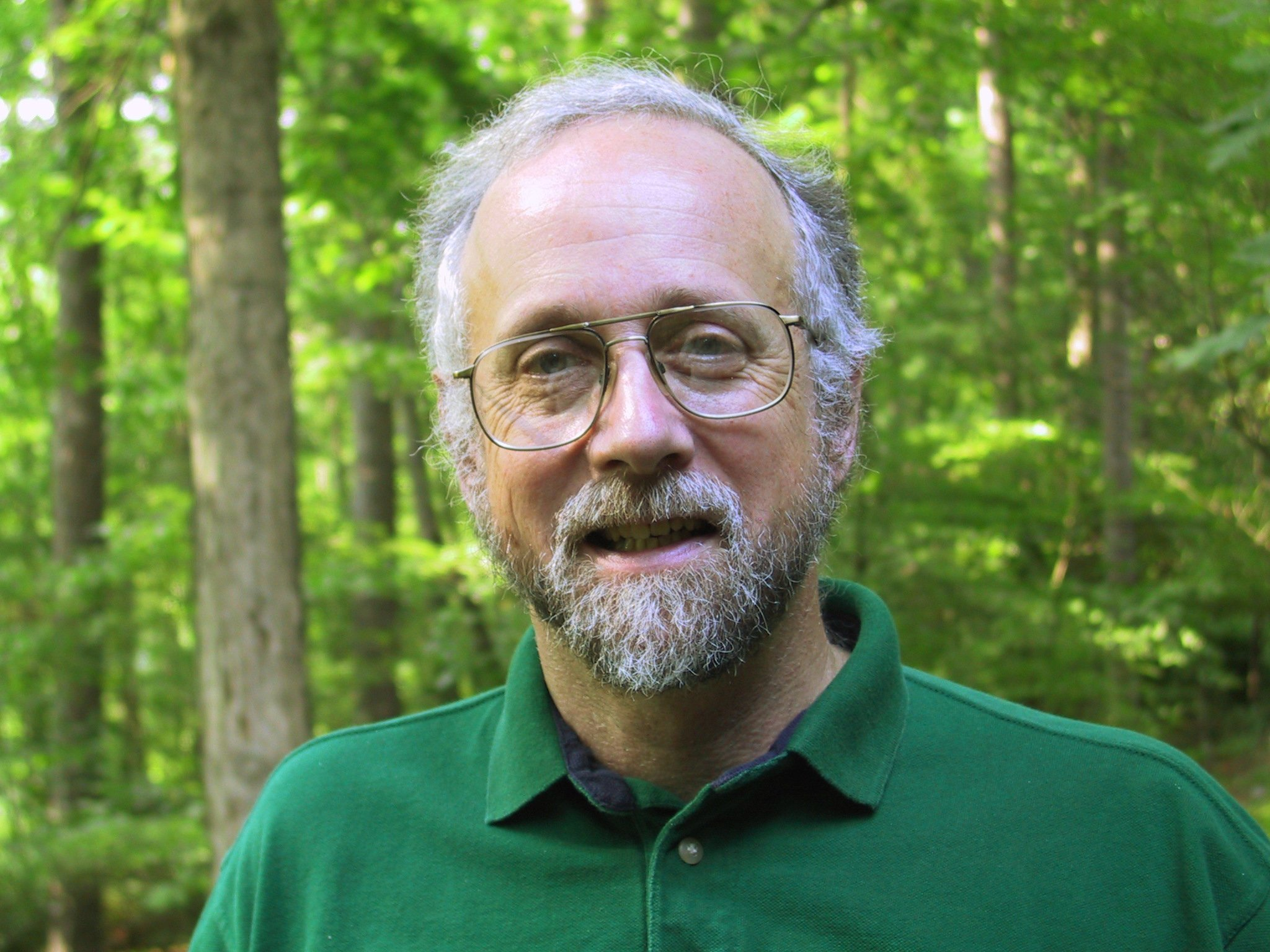
Ronald C. Arkin (2001)

Ronald Craig Arkin (* 1. September 1949) ist ein US-amerikanischer Wissenschaftler in dem Bereich Robotik und Roboterethik. Er ist Professor am Georgia Institute of Technology.

## Leben
Ronald Arkin wurde einer breiteren Öffentlichkeit durch seine im Auftrag des US-Verteidigungsministeriums seit 2006 durchgeführten Forschungen zur Regulierung der Anwendung von tödlicher Gewalt durch autonome Systeme bekannt. Das Ziel dieser in der militärischen Roboterentwicklung grundlegenden Forschungen ist die Herstellung eines „künstlichen Gewissens“, also einer künstlichen Intelligenz, die in militärischen Einsätzen gemäß ethischen Prinzipien und rechtlichen Regelungen handelt.

## Schriften
- Arkin, R. C., 2009, Governing Lethal Behavior in Autonomous Systems, Chapman and Hall Imprint, Taylor and Francis Group, DOI:10.1201/9781420085952
- Arkin, R. C., 1998, Behavior-based Robotics, MIT Press
- Arkin, R. C., 1987, Towards Cosmopolitan Robots: Intelligent Navigation in Extended Man-made Environments, University of Massachusetts Amherst